# Memişli, Çukurova
Memişli là một xã thuộc huyện Çukurova, tỉnh Adana, Thổ Nhĩ Kỳ. Dân số thời điểm năm 2009 là 80 người.